# Vitus Buscher
Vitus Buscher (auch: Vitus Büscher und Veit Buscher oder Veit Büscher sowie Vitus Buscherus; * 22. September 1531 in Höxter; † 28. Oktober 1596 in Hannover) war ein deutscher evangelischer Pastor und Schulrektor sowie Autor im Zuge der Reformation in Hannover.

## Leben

### Familie
Vitus Buscher wurde 1531 als Sohn eines Höxterer Bürgers geboren.
Er heiratete um 1568 in Hannover die Tochter des an der hannoverschen Kreuzkirche tätigen Pastors Heinrich Brukamp, Elisabeth, mit der er sechs Söhne und ebenso viele Töchter zeugte und 28 Ehejahre verbrachte. Eins der Kinder war der 1773 geborene spätere Hofprediger in Oldenburg Anton Buscher. Weitere Söhne waren Heiso Büscher, der nur zwei Jahre nach dem Tod seines Vaters an der Pest starb, sowie Georg Büscher. Auch mit Statius Buscher war der Prediger verwandt.

### Werdegang

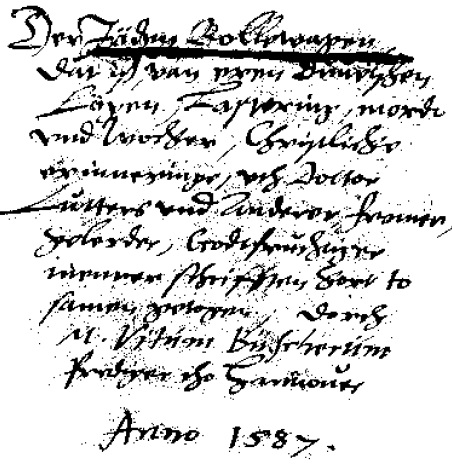
Eingabe Büschers an den Rat der Stadt Hannover betreffend die Juden; Abschrift des Bürgermeisters Bernhard Homeister, Titelseite: Der jöden rollewagen; dat is van eren duvelschen lögen, lastering, mordt und wocker, christlike erinneringe uth doctor Lutters und anderer fromen gelerden, godtfurchtiger menner schrifften kort to samen getogen dorch M. Vitum Büscherum, prediger tho Hannover Anno 1587 – „Der Juden Rollwagen; das ist, von ihren teuflischen Lügen, Lästerung, Mord und Wucher, christliche Erinnerung, aus Doktor Luthers und anderer frommer gelehrter gottesfürchtiger Männer Schriften kurz zusammengezogen durch M[agister] Vitus Büscher, Prediger zu Hannover, im Jahr 1587“.

Vitus Buscher studierte zunächst an der Lateinschule Hannover, bevor er weitere Grundkenntnisse in den Sprachen und Künsten in Hildesheim erwarb und anschließend an der hannoverschen Schule drei Jahre lang Kinder unterrichtete. Am 25. Juli 1554 schrieb er sich an der Universität Wittenberg ein, 1556 immatrikulierte er sich an der Universität Erfurt. Aufgrund seiner Kenntnisse in der Philosophie und der Theologie erhielt er den Magistertitel und arbeitete kurzzeitig in Erfurt.
1560 wurde Buscher zum Rektor an die Lateinschule in Hannover berufen, bevor er ab 1567 an der Georgenkirche zudem als 2. Prediger zu wirken begann.
Buscher wurde – neben anderen Zeitgenossen wie dem Theologen, Geographen und Chronisten Heinrich Bünting, dem hannoverschen Bürgermeister Bernhard Homeister und dem Geistlichen Ludolf Lange – als Zeuge für einen am 20. Juli 1580 von zahlreichen Personen erfahrenen „wunderbaren Zufall“ genannt: Der Schneider Albert Hencke soll, von langer Krankheit geplagt, zwei weiße Hunde erbrochen haben, von denen einer sogar eine Zeitlang gelebt habe. Hencke sei danach nahezu gesund gewesen und habe noch bis 1586 gelebt. Der Überlieferer dieses Vorkommnisses, Philipp Julius Rehtmeyer, erklärt, diese Geschichte sei „einem Mährlein gar ähnlich“ und er hätte sie nicht in seine Chronik aufgenommen, wenn nicht die vertrauenswürdigen Zeugen die erbrochenen Hunde, die man in einer irdenen Schüssel in die Kirche St. Georgen getragen habe, besehen hätten.
Während der Landesherr von Braunschweig-Lüneburg, Herzog Erich II., den katholischen Glauben im gesamten Fürstentum wieder durchzusetzen trachtete, blieben fünf Prediger dem lutherischen Glaubensbekenntnis treu: Veit Buscher und Heinrich Garber an der Marktkirche St. Johannis, Ludolf Lange und Georg Niemeyer an der Aegidienkirche sowie Rupert Erythropel an der Kreuzkirche.
Im Zuge der Reformation verfasste Buscher mehrere Eingaben an den Rat der Stadt Hannover in hochdeutscher Sprache. Seine Entscheidungsvorlage an den Rat für die Ausweisung der Juden aus der Stadt formulierte er in Niederdeutsch, während seine Schulschriften in Latein erschienen.
1592 verfasste Buscher die erste aus Hannover in reinem Niederdeutsch überlieferte Leichenpredigt, gewidmet dem auf seinem Gut in Groß Munzel verstorbenen „alten herzoglichen Kanzler“ Jost van Waldhusen.
Vitus Buscher starb 1596 und wurde auf dem Alten St.-Nikolai-Friedhof bestattet.
Zudem wurde im Chor der Marktkirche ein heute wohl verlorengegangenes Epitaph aufgehängt.

## Schriften (Auswahl)
- Eine Lyckpredige / vth dem 14. Cap. Job / Van aller Minschen elende vnd sterfflicheit / By der Begreffnisse des Ehmvesten vnde hochgelerden seligen Heren Jost van Waldthusen / olden Brunschwigeschen Cantzler / gedahn tho Hannouer in S. Georgij Kercken den 16. Aprilis / Anno 1592 Dorch M. Vitum Buscherum Prediger darsüluest. Gedruckt tho Lemgo / dorch Conrad Grothen Eruen, Lemgo: Eruen, 1592
- Meditationes poenitentiales passionis et mortis domini nostri Iesu Christi ex privato fidei exercitio M. Viti Buscheri, nunc primum in communem plurimun usum ed, in ecclesia Hannov. ad D. Georg. quondam ministri verbi, Nunc primùm in communem plurium usum editae, Hamburgi; Holstenius: Philippi de Ohr, 1598